# Томей Юмі
Томей Юмі (яп. 東明 有美; нар. 1 червня 1972) — японська футболістка. Вона грала за збірну Японії.

## Клубна кар'єра
У 1988 році дебютувала в «Іґа Куноїті». Наприкінці сезону 2000 року вона завершила ігрову кар'єру.

## Виступи за збірну
У червні 1993 року, її викликали до національної збірної Японії на чемпіонат Азії 1993 року. На цьому турнірі, 6 грудня, вона дебютувала в збірній у поєдинку проти Філіппін. У складі японської збірної учасниця жіночого чемпіонату світу 1995 та 1999 років та Літніх олімпійських ігор 1996 року. З 1993 по 1999 рік зіграла 43 матчі та відзначилася 6-а голами в національній збірній.

## Статистика виступів
| Збірна Японії | Збірна Японії | Збірна Японії |
| Рік           | Матчі         | Голи          |
| ------------- | ------------- | ------------- |
| 1993          | 2             | 2             |
| 1994          | 6             | 0             |
| 1995          | 8             | 3             |
| 1996          | 9             | 0             |
| 1997          | 6             | 1             |
| 1998          | 6             | 0             |
| 1999          | 6             | 0             |
| Загалом       | 43            | 6             |